# Rusticoclytus nauticus
Rusticoclytus nauticus là một loài bọ cánh cứng trong họ Cerambycidae.